# Enten - Eller
Enten – Eller er skrevet af den danske teolog og filosof Søren Kierkegaard og udgivet den 20. februar 1843. I bogen udforsker han eksistensens "stadier".
Bogen er det første af Kierkegaards værker, som blev skrevet under pseudonym. I værket optræder fire pseudonymer: "Victor Eremita", "A", "Assessor Wilhelm" og "Johannes". Victor Eremita påstår at have fundet sidstnævntes papirer i et gammelt chatol. "A" er et øgenavn som "udgiver og forfatter" Victor Eremita har givet den fiktive forfatter af den første del, som han påstår ikke at have kendt. "Assessor Wilhelm" er den fiktive forfatter af anden del, mens "Johannes" er den fiktive forfatter af "Forførerens Dagbog" i første bind.

## Udarbejdelse
Bogen blev skrevet i Berlin, efter at Kierkegaard havde brudt sin forlovelse med Regine Olsen. Bogen afspejler i høj grad Kierkegaards tanker om det erotiske, om forførelse, om følelsesmæssig splittelse og om ægteskabet. Bogens afsnit om ægteskabet var de første, der blev skrevet efter Kierkegaards brud, hvorefter de æstetiske blev skrevet. Enten-Eller er et af de største danske erotiske værker og et værk der, ligesom Stadier paa Livets Vei, dybdegående behandler spørgsmålet om kvinden.

## Enten – Eller. Første deel.
Den første del består af "A"s papirer og "Forførerens Dagbog", og præsenterer eksistensens "æstetiske" stadie. "A"s papirer tager form som en række forskelligartede tekster, der kredser om det æstetiske og om en æstetisk livsform. "Forførerens Dagbog" har det interessante som højeste værdi. Han bruger ironi, list, lunefuldhed, fantasi og vilkårlighed til at konstruere poetisk tilfredsstillende muligheder; han er ikke så interesseret i selve forførelsens akt, men i at skabe den interessante mulighed for forførelse.
Æstetikeren vil ifølge Kierkegaards model til sidst blive ramt af "fortvivlelse," en psykologisk tilstand (yderligere undersøgt i Kierkegaards Begrebet Angest og Sygdommen til Døden), som sker som et resultat af en erkendelse af begrænsninger af en æstetisk tilgang til livet. Kierkegaards "fortvivlelse" er en nogenlunde tilsvarende forløber for eksistentiel angst. Den naturlige reaktion er at tage "springet" til den anden fase, den "etiske," som er kendetegnet som et stadie hvori rationelle valg og engagement i at erstatte det kapriciøse og ulogisk længsel mod det æstetiske stadie. Ultimativt for Kierkegaard fortrænges både det æstetiske og det etiske stadium af det endelige stadium, som han kalder det "religiøse" stadium.

### Diapsalmata
Bogen indledes efter forordet med Diapsalmata. Ordet 'diapsalmata' er beslægtet med 'salme' og betyder "mellemspil" på oldgræsk. Ordet bruges i den græske oversættelse af Davids salmer om et strengespil, der har været spillet mellem forskellige afsnit af en tekst, der har været oplæst i en synagoge. "Flertalsformen er indført i sprogbrugen af S.K. og betegner et slags lyrisk intermezzo af reflekterende præg." Ifølge udgiveren Victor Eremita, som har skrevet forordet, blev Diapsalmata fundet som en masse, løse sedler og består af korte tekststykker, der er skrevet af en kynisk og livstræt person. De lange, funderende og reflekterende tekster orker han ikke at skrive, og således bliver det til disse små fragmenter af hans tankeverden, inden han atter mister lysten til at fortsætte sin tankerække. Han er fanget i sin melankoli og hans tanker virker ganske fastlåste i fortvivlelse.
| „ | Jeg gider slet ikke. Jeg gider ikke ride, det er for stærk en bevægelse; jeg gider ikke gaae, det er for anstrængende; jeg gider ikke lægge mig ned, thi enten skulde jeg blive liggende, og det gider jeg ikke, eller jeg skulde rejse mig op igjen, og det gider jeg heller ikke. Summa Summarum: jeg gider slet ikke. | “ |

Allerede i det afsnit opstår enten-eller-problemstillingen, som er hele bogens tema, omend den dog her tydeligvis er formuleret gennem kynikerens øjne. Tekststykket er et af de mest citerede af Søren Kierkegaard og lyder:
| „ | Gift Dig, Du vil fortryde det; gift Dig ikke, Du vil ogsaa fortryde det; gift Dig eller gift Dig ikke, Du vil fortryde begge Dele; enten Du gifter Dig, eller Du ikke gifter Dig, Du fortryder begge Dele. Lee ad Verdens Daarskaber, Du vil fortryde det; græd over dem, Du vil ogsaa fortryde det; lee ad Verdens Daarskaber eller græd over dem, Du vil fortryde begge Dele; enten Du leer ad Verdens Daarskaber, eller Du græder over dem, Du fortryder begge Dele. Troe en Pige, Du vil fortryde det; troe hende ikke, Du vil ogsaa fortryde det; troe en Pige eller troe hende ikke, Du vil fortryde begge Dele; enten Du troer en Pige eller Du ikke troer hende, Du vil fortryde begge Dele. Hæng Dig, Du vil fortryde det; hæng Dig ikke, Du vil ogsaa fortryde det; hæng Dig eller hæng Dig ikke, Du vil fortryde begge Dele; enten Du hænger Dig, eller Du ikke hænger Dig, Du vil fortryde begge Dele. Dette, mine Herrer, er Indbegrebet af al Leve-Viisdom. | “ |

### De umiddelbare erotiske stadier
Dette afsnit af bogen indledes med en analyse af Mozarts Don Juan, der i høj grad lægger sig op ad Hegels æstetik. Målet bliver i sidste ende at gøre rede for sanselighedens idé, og hvordan den kommer til udtryk i operaen. Som noget af det første kommer Kierkegaard med den dristige påstand, at kristendommen har bragt sanseligheden ind i verden. Grunden til det er egentlig, at kristendommen har jaget sanseligheden ud af verden, da kristendommen har bragt det åndelige ind i verden som logisk begreb, men så snart den gør det, bringer den også det, den udelukker, ind i verdenen som begreb, og derved er sanseligheden først ved kristendommen blevet sat som princip og som kraft. Ånden udelukker som princip sanseligheden, men så snart sanseligheden udelukkes, bliver den også bestemt som princip og som magt, da det ånden som princip udelukker selv må være princip. Don Juan er således netop det mest fuldkomne udtryk for dette sanselighedens princip. Ved den akt, at kristendommen har bragt sanseligheden ind i verden som princip, bliver sanseligheden til synden, så snart refleksionen er til stede, men Don Juan må dog netop ikke fanges i denne refleksion og må fastholdes i det øjeblik han viser sig i æstetisk indifferens. Så snart refleksionen er til stede, bliver Don Juan som princip en latterlighed, og netop derfor er det musiske det mest fuldkomne udtryk for den idé han repræsenterer, i modsætning til ordet, og dette er også årsagen til, at Mozarts opera om Don Juan er et så fuldkomment udtryk for den sanselige idé. Musikken er nemlig et langt abstraktere medie end sproget. Om hvordan Don Juan skal forstås som princip skriver Kierkegaard:
| „ | Don Juan ligger i den bestandige svæven mellem at være Idee, det vil sige Kraft, Liv - og Individ. Men denne svæven er den musikalske Zittren. Naar Havet bevæger sig oprørt, da denne i denne Uro de skummende Bølger Billeder, ligesom Væsener (...) Således er Don Juan et Billede, der bestandig kommer tilsyne, men ikke vinder Skikkelse og Consistents, et Individ, der bestandig dannes, men ikke bliver færdigt, hvis Historie man intet Andet fornemmer om, end ved at lytte til Bølgernes larmen. Naar Don Juan fastholdes saaledes, da bliver der Mening og dyb Betydning i alt. | “ |

Don Juan bliver sammenlignet med Faust, og der bliver gjort rede for nogle afgørende forskelle mellem dem. Don Juan er udtrykket for det dæmoniske bestemt som det sanselige, og Faust er udtrykket for det dæmoniske bestemt som det åndelige, at den kristelige ånd udelukker. Don Juan ville aldrig kunne blive udtrykt med tekstens medie af netop denne grund, da han er udtryk for det sanseliges forsvinden i tiden, i modsætning til Faust der er udtryk for det sjælelige, der er bestående i tiden. Om Don Juans forhold i tiden skriver han:
| „ | Hans Liv er Summen af repellerende Momenter, der ingen Sammenhæng have, hans Liv er som Momentet Summen af Momenter, som Summen af Momenter Momentet. | “ |

### Vexel-Driften – Forsøg til en social Klogskabslære
Afsnittet om vexel-driften handler om kedsomhed, og hvordan kedsomhed bekæmpes. Alle mennesker er kedsommelige, og kedsommelighed er roden til alt ondt. Det er dog ikke dem, der keder sig, der er de kedsommeligste, men derimod dem, der ikke keder sig, der oftest er de kedsommeligste, da de, som ikke keder sig, tit er dem, som har travlt i verden, og hvor de ikke keder sig selv, keder de andre. De som derimod keder sig selv, underholder andre, og derfor er dem der ikke keder sig faktisk de kedsommeligste. Kedsommeligheden har simpelthen været det største onde for menneskene siden tidernes morgen, hvilket beskrives med en reference til bibelen:
| „ | Guderne kedede sig, derfor skabte de Menneskene. Adam kedede sig, fordi han var alene, derfor skabtes Eva. Fra det øjeblik af kom kedsommeligheden ind i verden, og voksede i størrelse på det nøjagtigste alt efter som folkemængden voksede. Adam kedede sig alene, derpå kedede Adam og Eva sig i forening, derpå kedede Adam og Eva og Kain og Abel sig en famille, derpå tiltog Folkemængden i verden, og Folkene kedede sig en masse. For at adsprede sig fattede de den tanke at bygge et Taarn, der var så langt, at det ragede op i skyen. Denne tanke er lige så kedsommelig, som Taarnet var langt, og et forfærdeligt bevis på, hvorledes kedsommeligheden havde taget overhånd. | “ |

Løsningen på kedsommelighedens problem er derimod Vexel-driften, hvilket er et udtryk der er lånt fra landbruget, hvor man hele tiden skifter mellem forskellige afgrøder på et bestemt stykke jord for konstant at holde jorden frodig, omend udtrykket opfattes en smule anderledes her i bogen. Man forandrer da sit liv konstant for at undgå kedsomheden, og der advares derfor mod tre ting venskab, ægteskab og kaldsforretninger (bindende aftaler), da de alle modarbejder den konstante forandring og fornyelse. For at kunne flyve omkring i den konstante fornyelse må man dog oparbejde og perfektionere tre evner: glemsel, erindring og iscenesættelse.

## Enten – Eller. Anden deel.
Anden del præsenterer et alternativ ("Eller") til det æstetiske stadie: det etiske stadie. To breve fra assessor Wilhelm til forfatteren A prøver at anspore A til at tage springet udi det etiske stadie. Det første brev omhandler den æstetiske værdi i ægteskabet, mens det andet handler om det mere utilslørede etiske emne om at vælge det gode eller ens eget. Det hele ender med en prædiken, skrevet ikke af Assessor Wilhelm, men en præst i Jylland, om det opbyggelige i tanken, at vi alle har uret overfor Gud - og med denne prædiken sidst i skriftet antydes det religiøse stadium som et muligt tredje stadium, hvilket Kierkegaard beskæftiger sig yderligere med i andre skrifter, eksempelvis Frygt og Bæven. Det er uklart om Kierkegaard anerkender et etisk stadie uden religion. Frihed lader til at betegne friheden til at vælge viljen til at gøre det rigtige og til at undsige det forkerte på en verdslig, næsten kantiansk måde. Dog lader angren til at være en religiøs kategori specifikt relateret til det kristne koncept med udfrielse. En central del af etikerens ræsonnement om overgangen fra det æstetiske til det etiske stadium går på at vælge valget: før man for alvor kan leve etisk, må man aktivt beslutte sig for, at tage valget alvorligt.
Det etiske handler om det vigtige ved at vælge, hvilket er hvad æstetikeren ikke gør, da han ikke ser betydningen af valget. Dette kritiserer B ham for og understreger selve vigtigheden ved valget for at blive ét med sig selv og ikke ende i fortvivlelse. Enten-eller-dilemmaet dukker nu atter op, men denne gang set fra etikerens synsvinkel:
| „ | Du vender Dig imod den tilkommende Tid, thi Handling er væsentlig futuristisk; Du siger, jeg kan enten gjøre det eller gjøre det, men hvilken af Delene jeg gjør, er det lige galt, ergo gjør jeg slet Intet. (...) Men er Modsætningen tilstede, saa er der et Enten-Eller. (...) Det, der da træder frem ved mit Enten-Eller, er det Ethiske. Der er derfor endnu ikke Tale om Valget af Noget, ikke Tale om Realiteten af det Valgte, men om Realiteten af det at vælge. (...) Som er Arving, om han end var Arving til Alverdens Skatte, dog ikke eier dem, før han er bleven myndig, saaledes er selv den rigeste Personlighed Intet, før han har valgt sig selv, og paa den anden Side er selv hvad man maatte kalde den fattigste Personlighed Alt, naar han har valgt sig selv; thi det Store er ikke at være Dette eller Hiint, men at være sig selv; og dette kan ethvert Menneske, naar han vil det. | “ |

B kommer her med en kritik af Hegels logik. Hegels tanker om det logiske system går netop ud på, at modsætninger opløses i hinanden (de medieres i hinanden), men B mener her, at man her glemmer at skelne mellem tanken og friheden. For i livet selv kan modsætningerne ikke opløses, men der er de virkelige og valget er altså en realitet for mennesket.

## Fortolkning
Den ekstreme pseudonymitet i dette værk gør en besværliggør fortolkning. A og B (Assessor Wilhelm) er forfatterne til værket, Victor Eremita er redaktøren. Det lader til at Kierkegaard med vilje søgte at adskille sig selv fra de synsvinkler der er repræsenterede i hans værker, men hans pseudonymers navne kunne antyde at han ikke ønskede at skjule sin identitet fuldstændigt for læseren.